# Rosso (giornale)
non avete pagato tutto!»
(Titolo di copertina del n. 17/18 di Rosso)
Il periodico quindicinale Rosso, stampato a Milano negli anni 1975-1979, ha costituito il principale punto di riferimento per i movimenti appartenenti all'area di Autonomia Operaia.

## Storia
Una prima serie di un quindicinale chiamato Rosso, venne prodotto dal gruppo Gramsci, che si disciolse poi nel settembre del 1973.
Fu invece la seconda serie Rosso: giornale dentro il movimento, con periodicità irregolare, promossa da un gruppo nato dalla fusione di numerosi esponenti del Gramsci con ex militanti di Potere Operaio dell'ala "negriana", a costituire il riferimento per i gruppi "autonomi" di Milano di area operaista, e per numerosi gruppi e collettivi del nord e del centro Italia, da Torino a Varese, a Bologna, a Padova e a Marghera, con un inasprimento del linguaggio e l'esaltazione di varie forme di lotta.
La rivista trovò numerosi consensi in tutta la cosiddetta area dell'autonomia. Dall'autunno del 1974, la redazione milanese divenne parte integrante del gruppo politico omonimo, formato da collettivi politici di operai e studenti. Il primo direttore responsabile fu Francesco Madera, fratello del più noto Romano, tra i fondatori del Gruppo Gramsci, a cui seguirono Gianni Tranchida ed Emilio Vesce.
Dall'autunno del 1977 il giornale fu poi titolato Rosso per il Potere Operaio. Rosso, che adottò sempre un linguaggio spregiudicato e spesso lontanissimo dal formalismo marxista-leninista in voga tra i gruppi extraparlamentari di quegli anni, suscitò un notevole consenso anche per l'interesse attivo dimostrato verso tutte le forme di dissenso e di antagonismo nei confronti della società capitalistica e dell'organizzazione del lavoro, dal femminismo e le altre scelte di genere alla controcultura, e per l'appoggio concreto fornito ai movimenti del proletariato giovanile e a tutte le lotte per la liberazione e l'autovalorizzazione della persona.
Di notevole taglio critico fu sempre la polemica incessante contro ogni tipo di riformismo e di compromesso, "storico" o no, tra le formazioni tradizionali della sinistra, Partito Comunista Italiano in primo luogo, e Democrazia Cristiana.

Rosso, rivista e collettivi omonimi, fu sempre e comunque lontano da ogni progetto di costruzione di un partito: il suo terreno di progettualità politica fu quello della promozione di avanguardie politiche e sociali capaci di moltiplicare tutte le forme di lotta, anche illegali, che avrebbero potuto mettere in crisi la metropoli capitalistica e i cosiddetti meccanismi di riproduzione del ciclo del lavoro salariato.
Una tale linea politica è ben espressa in questo estratto dal numero 12 dell'ottobre 1976 di Rosso:
(Rosso n. 12 di ottobre 1976)
La rivista cessò le pubblicazioni alla fine del 1978. Parte dei suoi redattori dette vita ad una nuova rivista, che prese il nome di Magazzino.

Un numero di Rosso comparve nel maggio 1979, a seguito di una serie di arresti fra i redattori, ordinati dal giudice Calogero, nel corso delle retate contro individui sospettati di attività sovversive, secondo la linea repressiva nota come "teorema 7 aprile".